# Мигел Бедоя
Мигел Бедоя Сикейрос е бивш испански футболист, атакуващ полузащитник.
В периода 2014 – 2016 е състезател на ПФК Левски (София), като за кратко се превръща в любимец на „синята“ публика.

## Кариера
Роден е на 15 април 1986 г. в Мадрид. Мигел Бедоя започва кариерата си в нискоразрядния Райо Махадаонда, тим от едноименния град отсоящ на 16 км от столицата Мадрид. През 2007 г. е привлечен в Хетафе, но играе само за Б отбора на клуба. Прекарва 4 години там като вкарва 9 гола в 53 мача. През лятото на 2011 г. преминава в Нумансия. Остава 3 години в клуба като играе редовно в Сегунда Дивисион. През 2014 г. договорът му изтича и през юли подписва 2-годишен контракт с Левски (София). На представянето си заявява, че играе като атакуващ халф или втори нападател.
На 27 септември 2014 г. отбелязва първите си голове за Левски. В мач срещу Лудогорец „сините“ печелят с 3:2, а два от головете са дело на Бедоя. На 18 октомври бележи на Локомотив (Пловдив) при равенство 1:1. Месец по-късно Бедоя наказва и другия пловдивски тим Ботев формирайки крайния резултат 3:0 на срещата играна в Коматево.
След напускането на Левски през 2016 година, заиграва в кипърското първенство, за отбора на ФК Аполон (Лимасол). Остава две години в отбора, изигравайки 28 мача в официални двубои с отбелязан 1 гол.

## Край на кариерата на футболист
Приключва своята състезателна кариера заради заболяването на бъбреците: IgA гломерулонефрит, което му пречи да практикува спорт с високи физически натоварвания.